# 公孫勝
公孫 勝（こうそん しょう、拼音: Gōngsūn Shèng）は、中国の小説で四大奇書の一つである『水滸伝』の登場人物。

## 概要
天間星の生まれ変わりで、序列は梁山泊第四位の好漢。あだ名は入雲龍（にゅううんりゅう）。道号は一清道人。梁山泊では呉用とともに軍師を務める。
修行中の道士であり、その道術でたびたび梁山泊軍の危機を救う。超俗的な雰囲気のある人物だが、全くの聖人というわけでもなく、晁蓋の屋敷の小作人を態度が悪いと張り倒すなど無頼漢らしい面も見せている。かなりの長身で体格のよい偉丈夫とされる。

## 物語中での活躍
豪傑と評判の高かった晁蓋に、北京の知事から宰相に送られる誕生日祝いの品々（生辰綱）は、民の血税によってなされた不義の財であるから奪ってしまおうと持ちかける。晁蓋、呉用らとともに見事に生辰綱を奪取して、梁山泊に身を寄せる。
道術の仙人・羅真人の弟子であり、風を呼び神兵を呼び寄せるなど強力な法術を使用し、柴進救出時における妖術使い高廉との戦いを皮切りに、芒碭山の首魁・樊瑞、遼の賀重宝など多くの妖術使いとの戦いで、たびたび梁山泊の窮地を救う。特に公孫勝自らも自身に匹敵する技量を持つと認める田虎軍の国師・喬冽とは、五色の竜や大鵬を召喚するなど法力の限りを尽くした激戦を演じ、羅真人から伝授された五雷正法の秘奥義をもって喬冽を圧倒した。
しかし、その後の王慶討伐では猛暑に苦しむ味方の兵に涼風を吹かせて暑気を和らげたのを最後に、活躍の機会を急速に失っていく。そして老母を残していたことや、羅真人が修行の継続を強く望んでいたこともあり、江南の方臘討伐を前に梁山泊から抜けて修行の道に戻る。契丹戦などでも一人も欠けることがなかった梁山泊百八星の、最初の脱落者であり、その後の梁山泊崩壊の前触れとなった。
戦後に、官職を辞した朱武や樊瑞は、公孫勝の下を訪れて、弟子入りを志願したため、両人は道術を学ぶことになった。

## 補足
公孫勝は『水滸伝』物語成立の中で、比較的遅く登場した人物である。宋末元初の周密が記した『癸辛雑記』に引く龔聖与の「宋江三十六人賛」（北宋末の盗賊団「宋江三十六人」に対する賛辞）では名前がまだ見えない。時代が下り、水滸伝の原型となった説話集『大宋宣和遺事』で6位に名前が載っている。